# Strömsund
Strömsund è un piccolo centro della Svezia centro-settentrionale, capoluogo della municipalità omonima; si estende su 3,65 km² e aveva, nel 2010, una popolazione di 3 589 abitanti.